# Acartia (Euacartia)
Acartia subg. Euacartia is een ondergeslacht van eenoogkreeftjes uit het geslacht Acartia, uit de familie van de Acartiidae. De wetenschappelijke naam is voor het eerst geldig gepubliceerd in 1915 door Steuer.

## Soorten
- Acartia forticrusa Soh, Moon, Park & Venmathi Maran, 2013
- Acartia sarojus Madhupratap & Haridas, 1994
- Acartia southwelli Sewell, 1914